# إي. ستيوارت وليامز
إي. ستيوارت وليامز (بالإنجليزية: Emerson Stewart Williams) هو مهندس معماري أمريكي، ولد في 15 نوفمبر 1909، وتوفي في 10 سبتمبر 2005 في بالم سبرينغس في الولايات المتحدة.